# アモン・デュール
アモン・デュール（Amon Düül）は、1967年から1971年まで活動した西ドイツのロックグループ。

## 概要
アモン・デュールは、1967年にドイツ（当時は西ドイツ）のバイエルン州ミュンヘンで生まれたロックのバンドで、政治・芸術コミューンである。アモン・デュールという言葉は、エジプトの太陽神アモンと、トルコ語の概念デュールを組み合わせて作られた。
1968年にアモン・デュールIIが派生したため、自ら名乗ったわけではないが便宜的に「I」をつけて「アモン・デュールI」と呼ばれることが多い。また1982年に元アモン・デュールIIのデイヴ・アンダーソン（Dave Anderson）がイギリスで「アモン・デュール(UK)」を結成している。
1960年代末の西ドイツでは、フルクサスやグルッペSPUR（Gruppe SPUR）、アメリカのヒッピー・ムーブメント、アンディ・ウォーホルなどの影響により、演劇と楽器演奏を中心にした複合的芸術集団が多数生まれた。「アモン・デュール」もその一つだった。
活動の初めはミュンヘンで、その後、徴兵免除地区であった西ベルリンに活動拠点を移し、学生運動や政治的なデモに帯同し、独特のフリー・ミュージックを演奏することで有名になった。グループの至上価値は「自由（フリー）」であり、技術や才能は二の次、多くは打楽器や奇声で参加し、メンバーには人気ファッションモデルのウッシ・オーバーマイヤー（Uschi Obermaier）もいた。1968年9月のロック・フェスティバル「エッセン・ソングターゲ」に出演する直前、プロ・ミュージシャン指向のクリス・カラーほかが離脱し、新たに「アモン・デュールII」を結成した。ふたつのグループは分裂後も交流を続け、アルバム制作などで協力している。
メトロノーム・レコードと7年間で契約し1968年の秋にセッションを行い、その録音テープをもとに翌年、1stアルバム『サイケデリック・アンダーグラウンド』を発表した。
西ベルリンに存在した左翼思想の市民運動集団「コムーネ1」（または「K1」英語リンクKommune 1）にメンバーが関わったことで、西ドイツではスキャンダラスな話題にもなった。アルバム『サイケデリック・アンダーグラウンド』のジャケット・アートを担当したJ.H.リョフラー（J.H.Löffler）によるライナーノーツ代わりのショート・ストーリーには「K1（コムーネ1）」のアジテーションに触れた一節がある。「コムーネ1」は活動停止後、極左過激派バーダー・マインホフ・グルッペ、のち西ドイツ赤軍にメンバーの一部が流れ、アモン・デュールのメンバーはミュンヘンに戻りアルバム『楽園に向かうデュール（Para Dieswärts Düül）』をアモン・デュールII、クソイル・キャラヴァン（Xhol Caravan）などのメンバー協力を経て制作したのち活動停止し、レイナー・バウアーはハードロックバンド「ギフト」に参加した。
音楽的には後生のトランスミュージックのルーツという指摘もあるが、『サイケデリック・アンダーグラウンド』と一連のセッション録音は、部族的なドラム群、意味不明の叫び声（♪ay oh wai）、エフェクト処理されたギターと弦楽器の騒音をダビングなどテープ編集したもので全体に土着的民族音楽へのオマージュがみられる。
クラフトワークやタンジェリン・ドリーム等の人気により、電子音楽のイメージが強いクラウトロックとしては特異であるが、西ドイツはイギリスのハードロック・グループが活動場所を移すほどハードロックが盛んな場所でもあった。地元からもスコーピオンズ、マイケル・シェンカー・グループを輩出した西ドイツのサイケデリック、ハード/ヘヴィ・ロック・シーンにおける、極北の位置を占めるという評価もある。

## メンバー
- レイナー・(ダーダム)・バウアー(Rainer Dadam Bauer）-ギター、12弦ギター、ボーカル
- アンジェリカ・フィランダ（Angelika Noam Filanda）-打楽器Trommel、ボーカル
- ヘルゲ・フィランダ（Helge Filanda）-パーカッション、ボーカル
- ウォルフガング・クリシュケ（Wolfgang Krischke）-ピアノ、打楽器
- ウルリケ・レオポルド（Ulrich Leopold）-ベース
- ウッシ・オーバーマイヤー（Uschi Obermaier）Uschi Obermaier-マラカス、ボーカル
- エレノア・ロマーナ・バウアー（Eleonore　"Ella" Romana Bauer）-打楽器、ボーカル
- クラウス・エッサー（Klaus Esser）-ベース

他

## ディスコグラフィ

### アルバム
- 『サイケデリック・アンダーグラウンド』 - Psychedelic Underground (1969年) ※旧邦題『アモン・デュール』。[7]
- 『崩壊』 - Collapsing / Singvögel Rückwärts & Co. (1969年)
- 『楽園に向かうデュール』 - Para Dieswärts Düül (1970年)
- 『ディザスター』 - Disaster - Lüüd Noma (1971年)
- 『エクスペリメンテ』 - Experimente (1983年)

※1st、2nd、4th、5thは同じセッションの録音テープをもとにしたものである。